# Ambaji
Ambaji è una suddivisione dell'India, classificata come census town, di 13.702 abitanti, situata nel distretto di Banaskantha, nello stato federato del Gujarat. In base al numero di abitanti la città rientra nella classe IV (da 10.000 a 19.999 persone).

## Geografia fisica
La città è situata a 24° 20' 12 N e 72° 49' 24 E.

## Società

### Evoluzione demografica
Al censimento del 2001 la popolazione di Ambaji assommava a 13.702 persone, delle quali 7.294 maschi e 6.408 femmine. I bambini di età inferiore o uguale ai sei anni assommavano a 1.941, dei quali 1.043 maschi e 898 femmine. Infine, coloro che erano in grado di saper almeno leggere e scrivere erano 9.101, dei quali 5.444 maschi e 3.657 femmine.